# Núi Đá Dựng

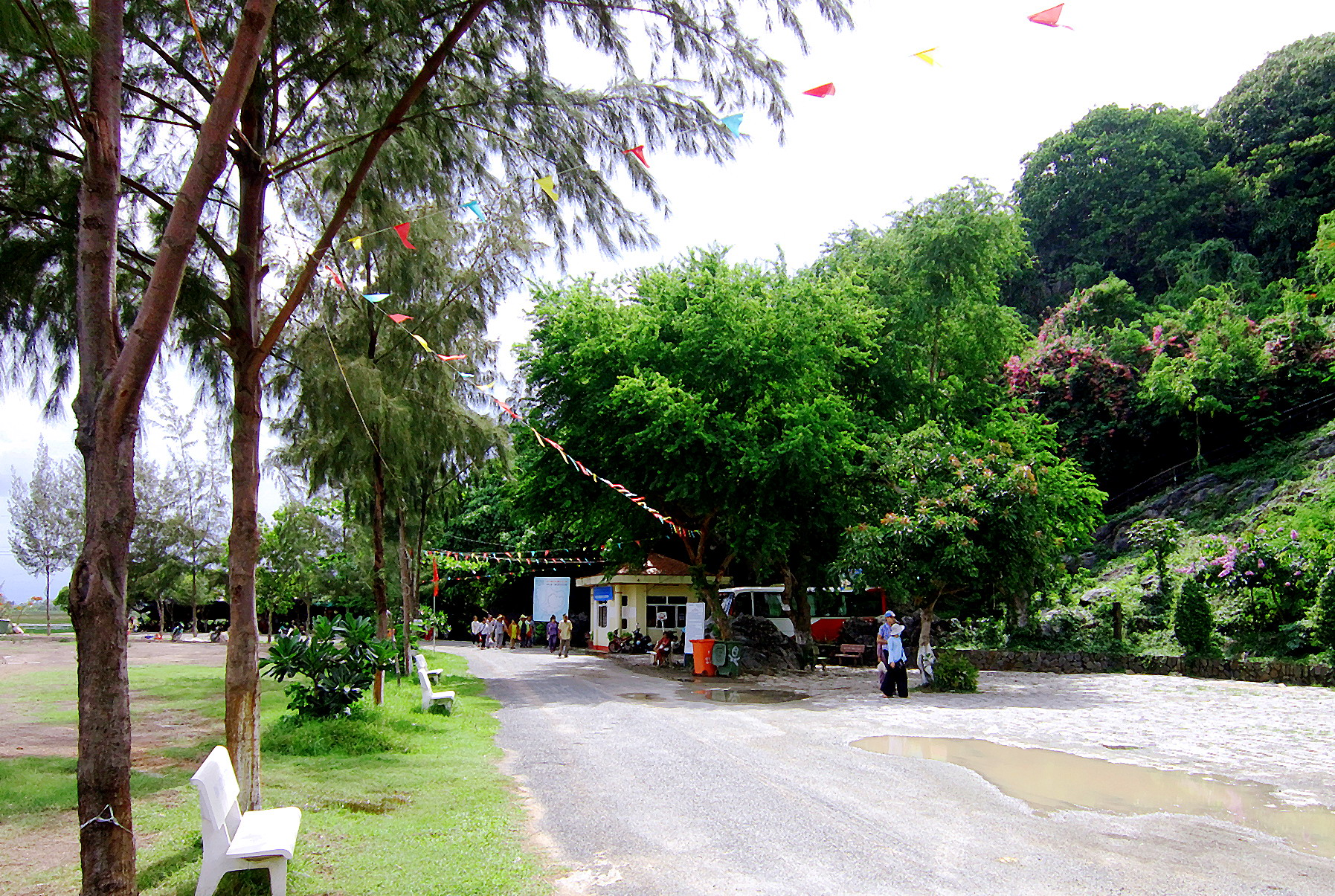
Khu du lịch Đá Dựng

Núi Đá Dựng ở phường Mỹ Đức, thành phố Hà Tiên, tỉnh Kiên Giang, Việt Nam. Đây là một di tích lịch sử và là một danh thắng đã được xếp hạng là Di tích Quốc gia theo quyết định số 44/2007/QĐ- BVHTT cấp ngày 3 tháng 8 năm 2007.

## Giới thiệu

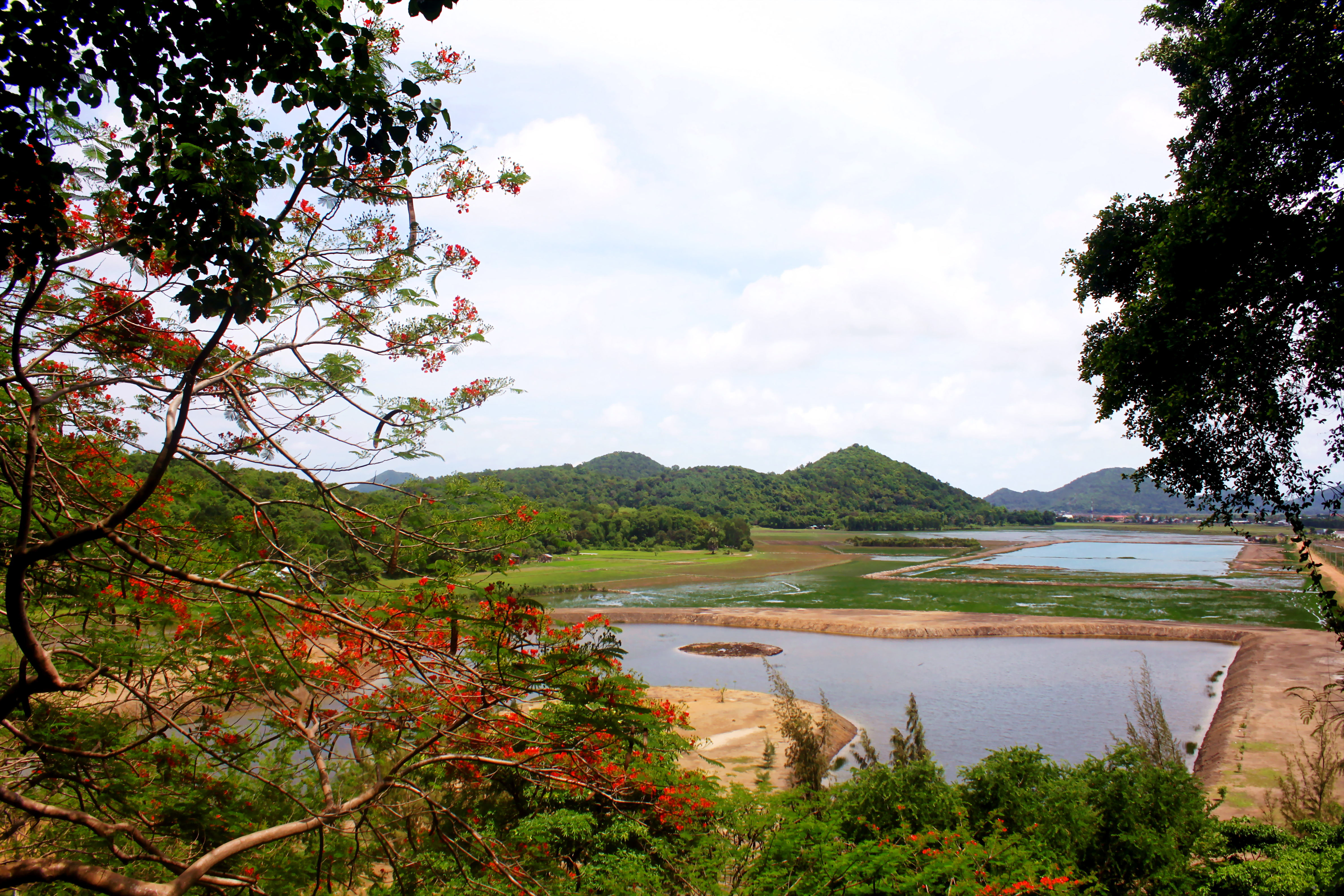
Trên triền núi Đá Dựng nhìn xuống phía dưới

Núi Đá Dựng nằm gần biên giới Việt Nam - Campuchia. Từ thành phố Hà Tiên, theo đường Quốc lộ 80 (đường đi cửa khẩu quốc tế Xà Xía) đến gần Thạch Động (khoảng 7 km), rẽ phải và đi khoảng 2,5 km nữa là đến núi Đá Dựng. Đây là một khối đá vôi cao khoảng 100 m . Nhìn từ xa, núi như một hình thang cân, và vì các vách đá đứng nên được gọi là núi Đá Dựng. 

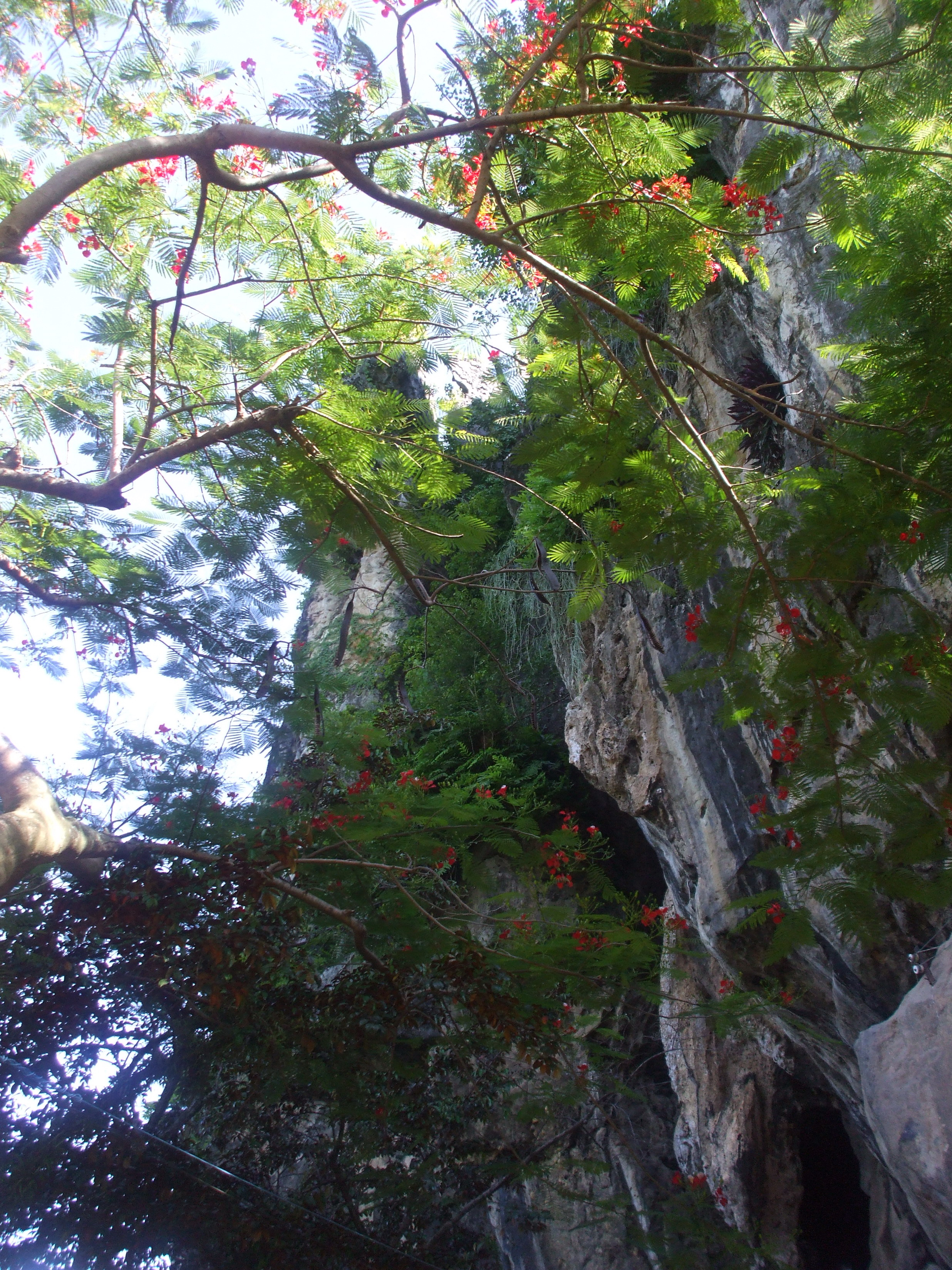
Một vách núi thẳng đứng.

Đá Dựng có tên cổ là núi Bạch Tháp (Bạch tháp sơn). Trong sách Gia Định thành thông chí (Sơn xuyên chí, trấn Hà Tiên) của danh sĩ Trịnh Hoài Đức đã chép về ngọn núi này như sau:
Ở cách phía bắc Vân Sơn (tức Thạch Động) 5 dặm. Thế núi quanh co, cỏ cây xanh tốt, có nhà sư ở Quy Nhơn (Bình Định) là đại hòa thượng Hoàng Long vân du dừng gậy trụ lại đó. Đến đời Túc Tông Hiếu Ninh Hoàng đế (Nguyễn Phúc Chú) năm thứ 13 là năm Đinh Tỵ (1737), hòa thượng viên tịch, đồ đệ của ông dựng tháp 7 cấp để trân tàng xá lợi; mỗi khi đến tiết Tam nguyên và Phật đản thì sáng có con hạc đen đến chầu, con vượn xanh cúng quả, lưu luyến bồi hồi như có ý muốn tham thiền nghe pháp; đáng gọi là cõi tịnh độ tiêu sái của vườn Kỳ viên vậy..

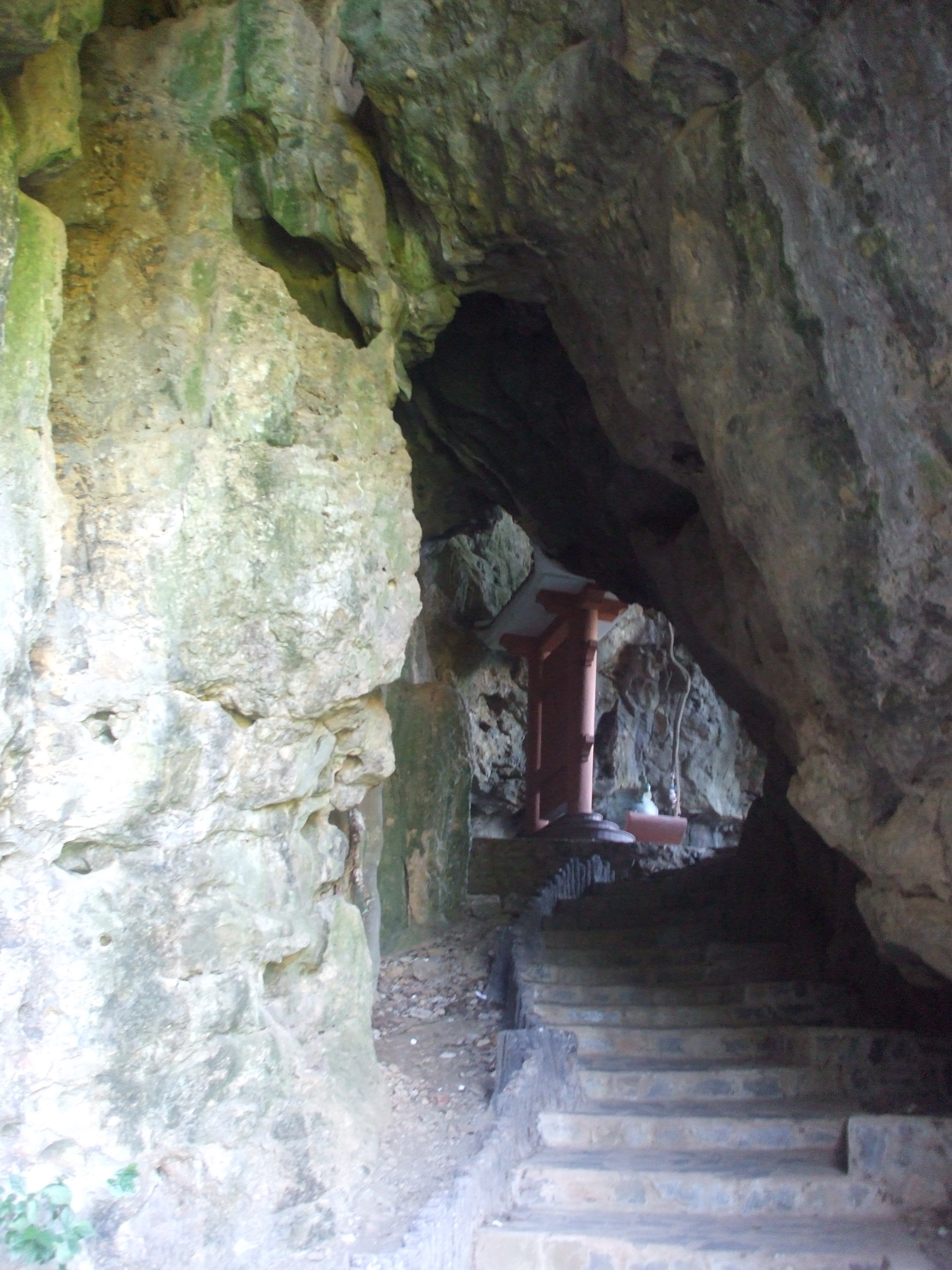
Lối đi tham quan, đoạn xuyên qua hang

Ngày nay núi Đá Dựng hãy còn vẽ hoang sơ, và có cả thảy 14 hang động lớn nhỏ (có hang lớn, như hang Bồng Lai, có thể chứa hàng trăm người) gắn với nhiều huyền thoại, gồm: hang Mẹ Sanh, hang Lê Công Gia, hang Biệt Động, hang Bồng Lai, hang Thần Kim Quy, hang Khổ Qua, hang Trống Ngực, hang Xã Lộc Kỳ, hang Cổng Trời, hang Thác Bạc, hang Chỉ Huy và 3 hang chưa có tên. Tất cả do đặc trưng cấu tạo, cấu trúc địa chất, cùng với sự xâm thực và tác động của thiên nhiên qua thời gian dài mà thành. Và trong các hang hốc ấy, hiện còn nhiều vỏ hào, vỏ ốc…dính lại trên vách đá, chứng tỏ xưa kia nơi đây đã từng bị ngập nước. Ngoài ra, căn cứ trong sách cũ, thì ngày xưa ở Đá Dựng từng có một sân chim (Điểu Đình) với một số lượng lớn cò trắng đến cư trú.
Do có nhiều hang động và ở một vị trí quan trọng (gần biên giới), nên ngay từ thế kỷ 18, Đá Dựng đã là tiền đồn của nhân dân Hà Tiên chống quân Xiêm La. Đặc biệt, trong hai cuộc chiến tranh trước năm 1975, Đá Dựng là một cơ sở hoạt động cách mạng, là cầu nối của tuyến đường 1C, và là nơi xảy ra những trận giao tranh ác liệt... Ở các năm 1977 - 1978, đây cũng là một tiền đồn trong cuộc chiến tranh biên giới Tây Nam...
Gần đây, Đá Dựng đã trở thành một khu du lịch, thu hút khá nhiều người đến tham quan và hành hương....

## Ý kiến khác về tên núi
Căn cứ theo Hà Tiên thập vịnh và Hà Tiên thập cảnh khúc vịnh của Tao đàn Chiêu Anh Các, thì núi Đá Dựng còn được gọi là Châu Nham (trong bài thơ "Châu Nham lạc lộ", có nghĩa là "cò về núi ngọc"), vì ở đây có loại thạch nhũ phát sáng lấp lánh như châu ngọc . Tuy nhiên, có ý kiến cho rằng Đá Dựng không phải là Châu Nham, mà Châu Nham là tên một ngọn núi ở Bãi Ớt; nay thuộc xã Dương Hòa, huyện Kiên Lương.

## Một vài hình ảnh

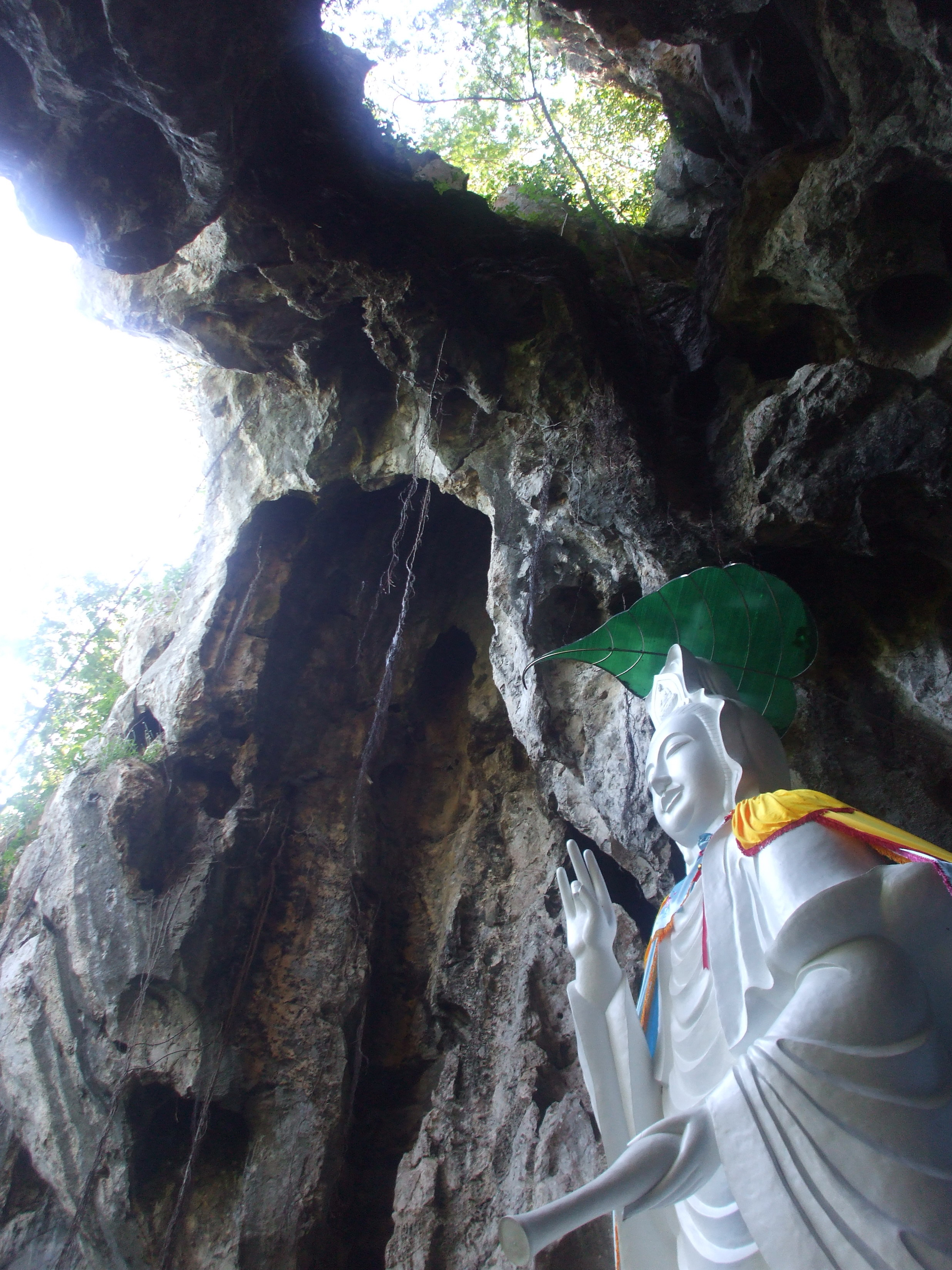
Trong hang Lê Công Gia.
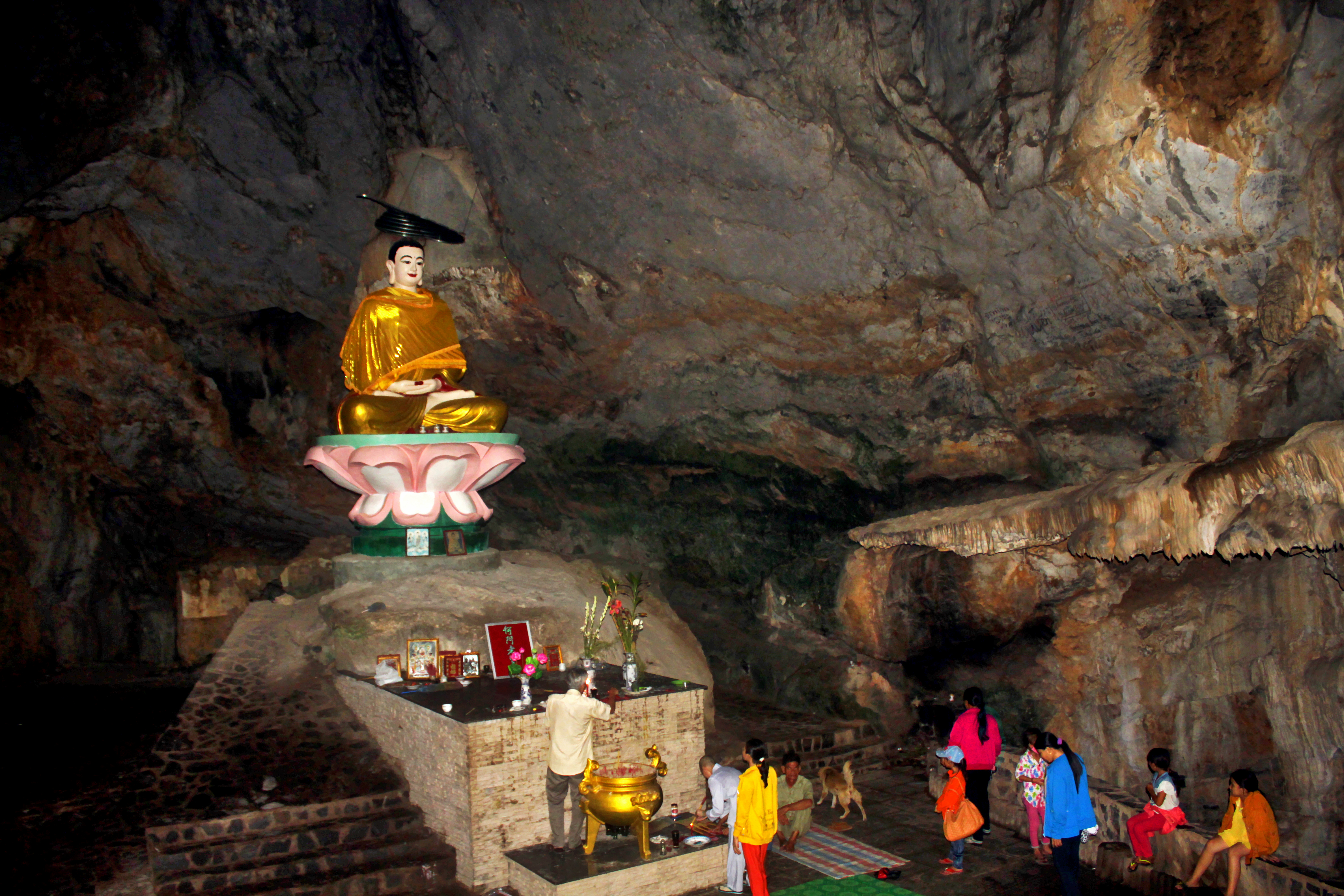
Trong hang Bồng Lai.
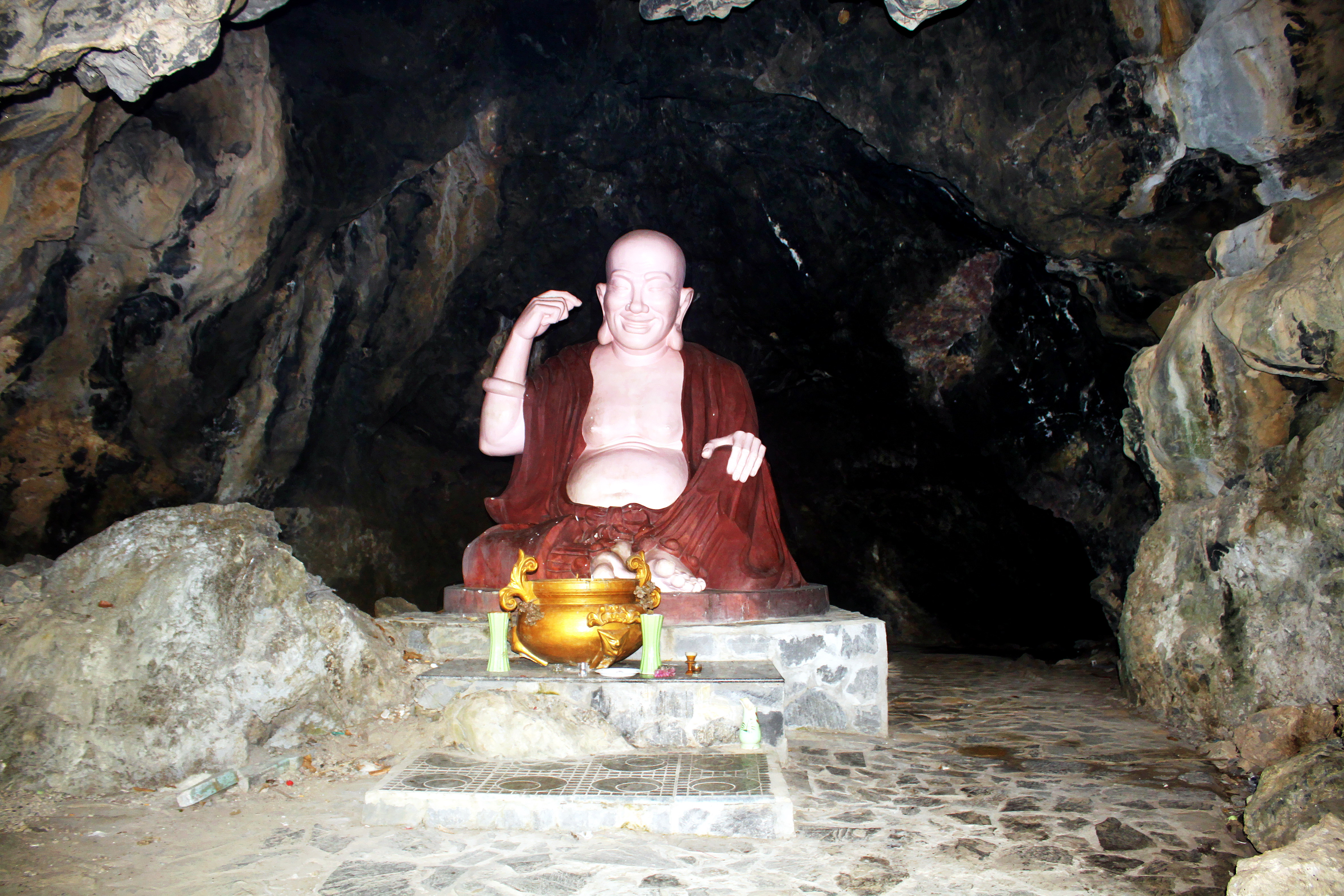
Trong hang Biệt Động.
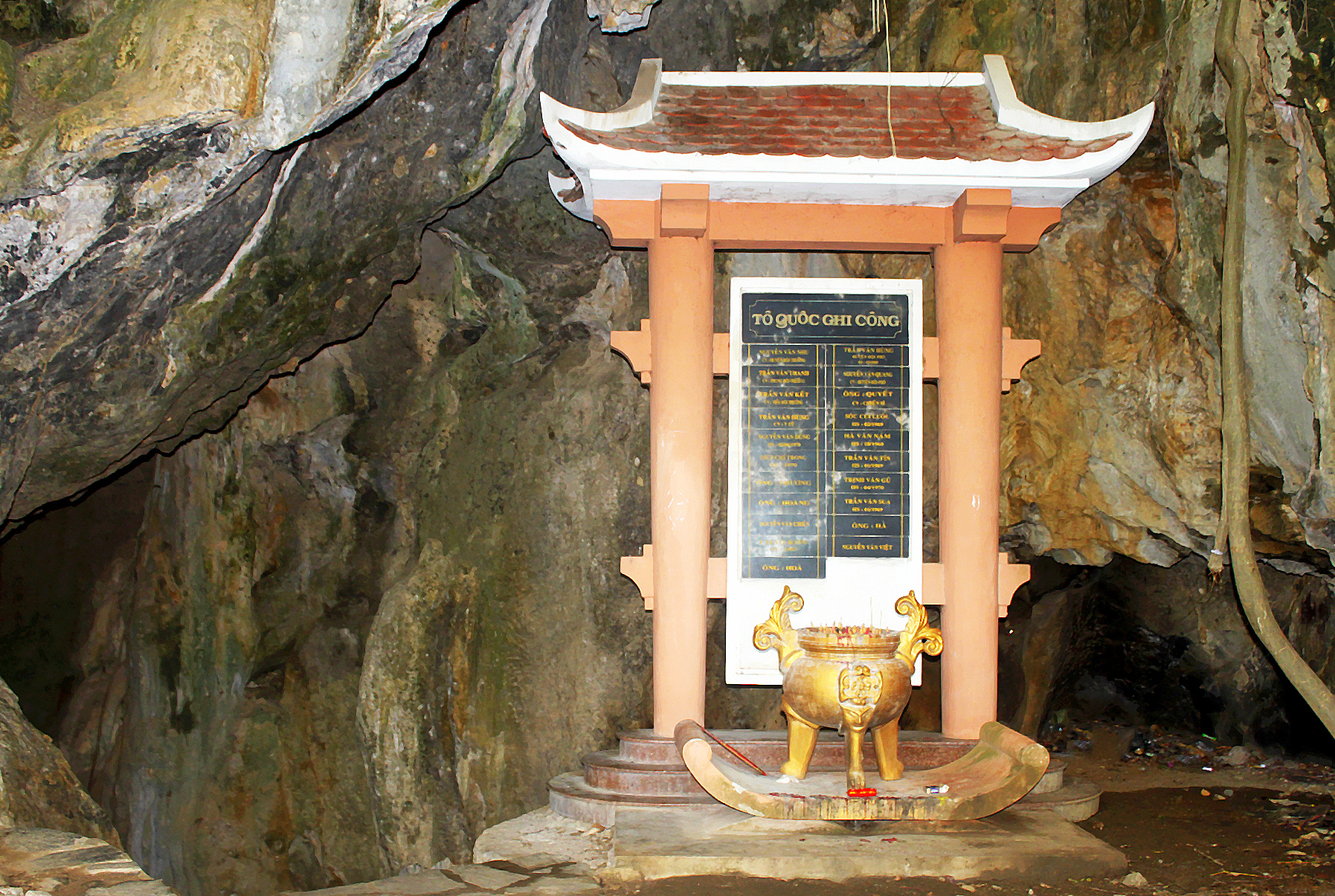
Bia Tổ quốc ghi công dựng trong một hang.